# Olympiastützpunkt Niedersachsen
Der Olympiastützpunkt Niedersachsen ist eine Betreuungs- und Serviceeinrichtung in Trägerschaft des Landessportbund Niedersachsen für Bundeskaderathleten (A-, B- und C-Kader) sowie deren verantwortlichen Trainern. Es dient primär der Ausbildung und Förderung von Spitzensportlern. Sein Hauptsitz befindet sich im Sportpark Hannover unter der Adresse Ferdinand-Wilhelm-Fricke-Weg 2b in der Calenberger Neustadt, einem Stadtteil der Landeshauptstadt Hannover.

## Geschichte

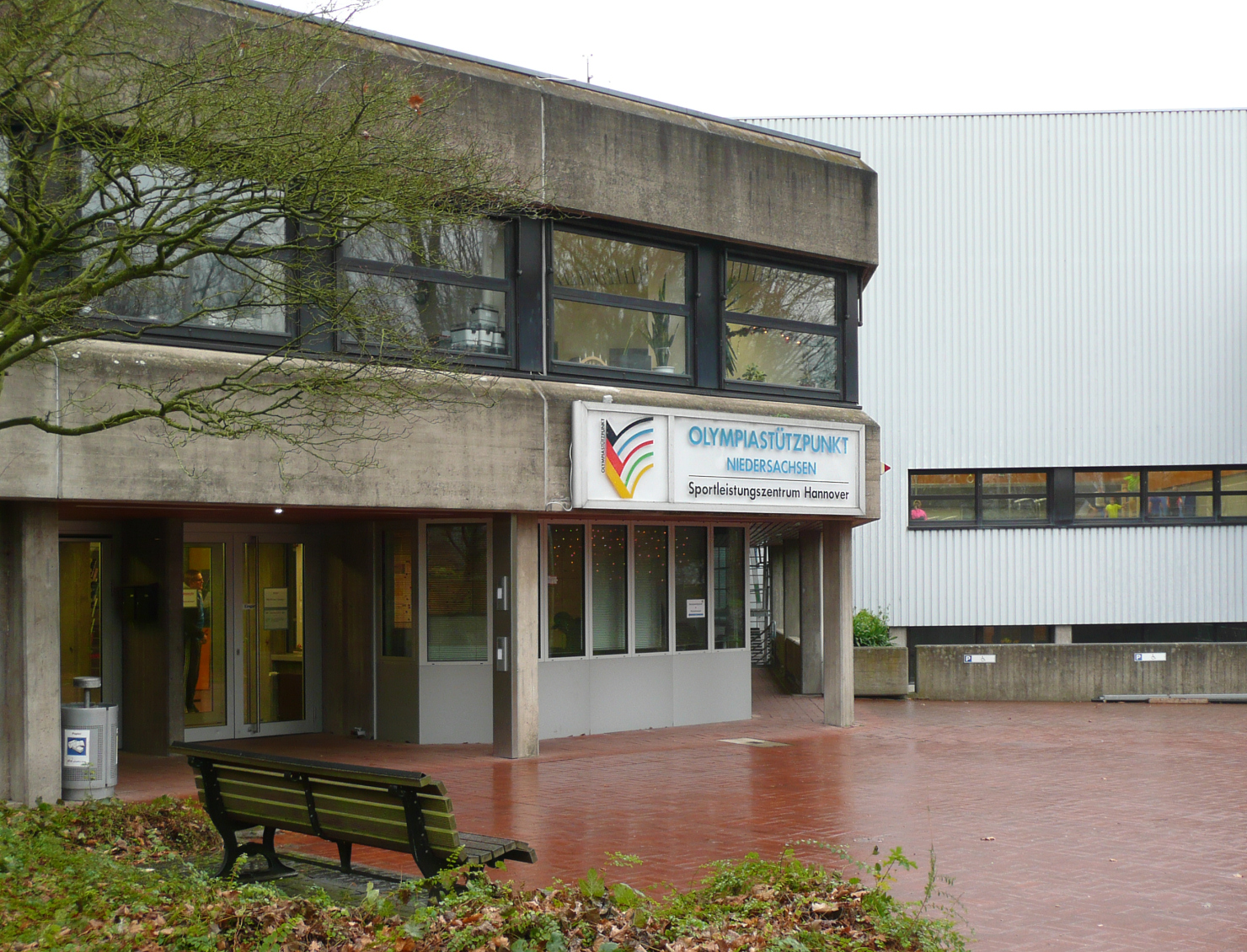
Eingangsbereich (2017)

Am 11. September 1986 wurde der heutige Olympiastützpunkt (OSP) Niedersachsen als Olympiastützpunkt Hannover/Wolfsburg als Betreuungs- und Serviceeinrichtungen für die Bundeskaderathletinnen und -athleten (A- C-Kader) sowie deren Betreuungspersonal in Hannover gegründet. Von Beginn an ist der Landessportbund Niedersachsen Träger des OSP. Räumlich verteilte sich der OSP zunächst auf das Bundesleistungszentrum (heute: Sportleistungszentrum) Hannover sowie das ehemalige Landesleistungszentrum Wolfsburg. Heute werden von Hannover aus die Bundesstützpunkte in Hannover, Braunschweig, Clausthal-Zellerfeld, Gifhorn und Salzgitter betreut. Seit 1993 ist die sportmedizinische Betreuung direkt am OSP im Sportleistungszentrum Hannover angesiedelt. 2004 unterzeichneten Vertreter von 23 Universitäten und Fachhochschulen mit dem Niedersächsischen Wissenschaftsminister und dem Landessportbund-Präsidenten den Kooperationsvertrag „Partnerhochschule des Spitzensports“.
Der OSP Niedersachsen ist einer von 18 deutschen Olympiastützpunkten.

## Gliederung und Struktur

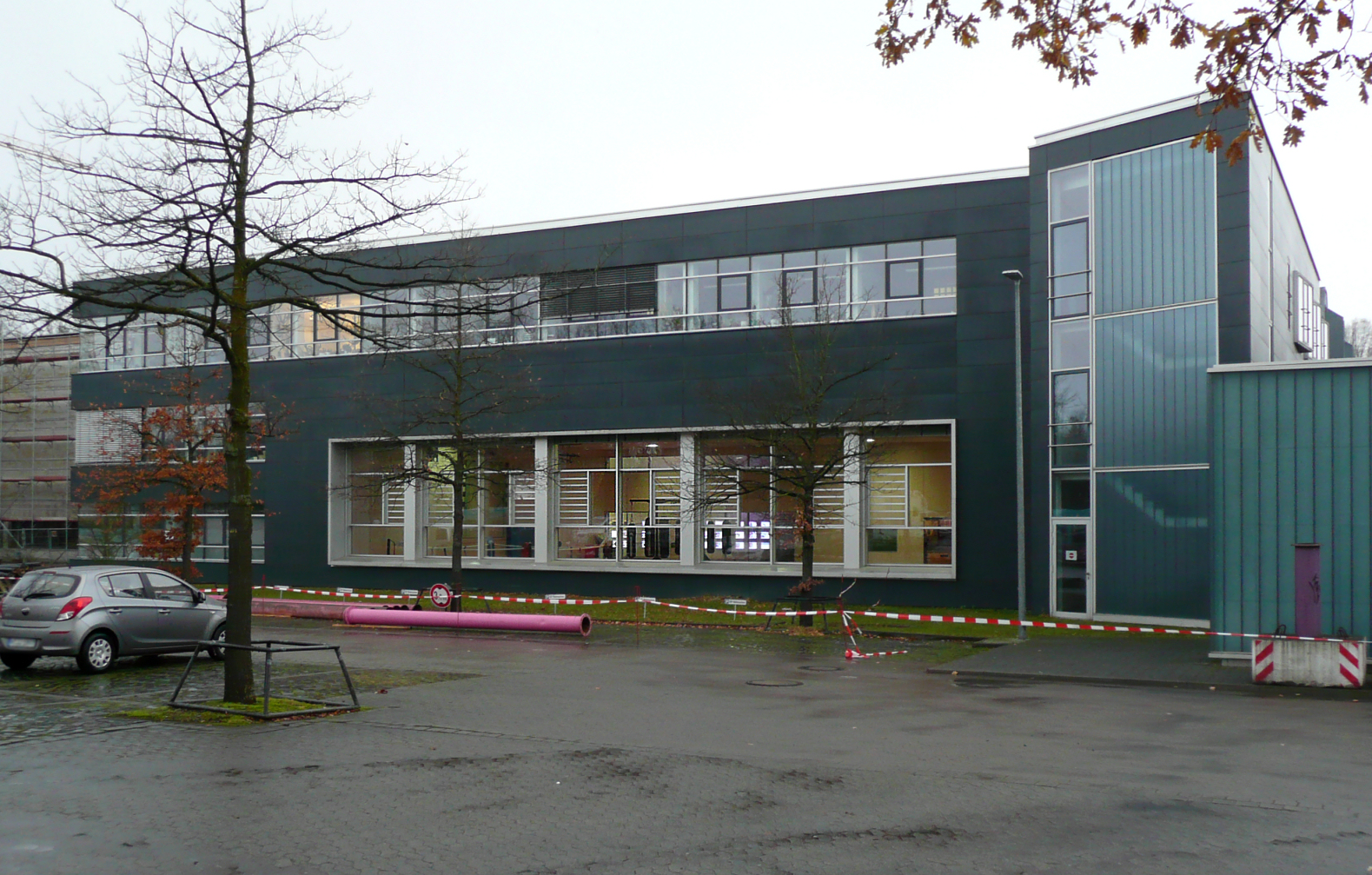
Trainingshalle (2017)

### Aufgaben
Die Hauptaufgabe liegt in der Sicherstellung einer komplexen sportmedizinischen, physiotherapeutischen, trainingswissenschaftlichen, sozialen, psychologischen und ernährungswissenschaftlichen Betreuung der Bundeskaderathleten, insbesondere in der Olympiavorbereitung des Topteams im täglichen Training vor Ort und bei zentralen Maßnahmen der Spitzenverbände. Das Hochleistungstraining verlangt von den Athleten einen hohen zeitlichen Aufwand, oft 28 bis 32 Stunden pro Woche. Deshalb benötigen Trainer und Spitzensportler über den Betreuungsservice des Olympiastützpunktes Hilfestellung.

### Schwerpunkte

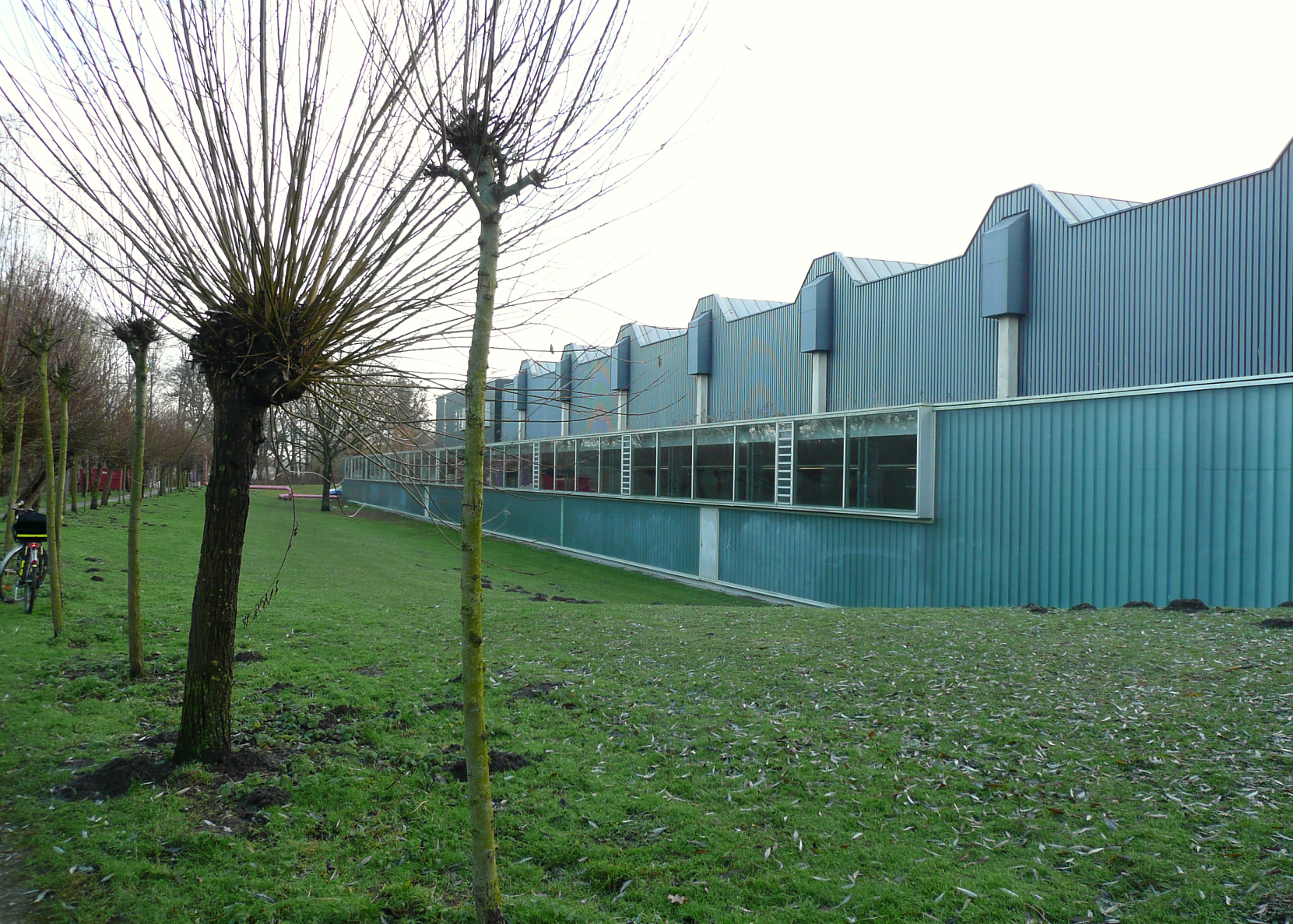
Sporthalle, im Vordergrund die Seufzerallee

Der OSP betreut vorrangig Bundeskaderathleten aus 13 Bundesstützpunkten in Hannover, Gifhorn, Salzgitter, Braunschweig und Clausthal-Zellerfeld sowohl im Training als auch bei zentralen Maßnahmen der Spitzenverbände im In- und Ausland. Unter ihnen sind 9 A-Kader, 51 B-Kader, 53 C-Kader und 38 D/C-Kader. Sie kommen aus den Schwerpunktsportarten Wasserball (männlich), Schwimmen, Leichtathletik, Judo, Turnen (männlich), Hockey (weiblich), Trampolin, Schießen, Boxen, Tennis, Tischtennis, Rudern und Biathlon. Hinzu kommen einzelne Sportler aus anderen olympischen Sportarten wie z. B. Eishockey, Rugby, Turnen weiblich. Außerdem werden am OSP 8 A-B Kaderathleten des Behinderten-Sportverbandes Niedersachsen und weitere 51 Spitzensportler zentral aus dem Bundesgebiet auf der Basis von Kooperationsvereinbarungen für Schwerpunktbetreuung mit den Spitzenverbänden der Sportarten Trampolin, Kunstturnen (männlich), Rudern, Wasserball (männlich) und Hockey betreut. Auch D-Kader aus Niedersachsen, die im nahe gelegenen Sportinternat leben, werden durch den OSP betreut. Es trainieren ca. 20 Sportsoldaten in wechselndem Rhythmus aus dem Bundesgebiet im Sportleistungszentrum und nutzen die Betreuungsleistungen des OSP. Seit Mai 2011 absolvieren Spitzensportler in den Sportfördergruppen der Bundeswehr die Grundausbildung bzw. Aus- und Fortbildungsmaßnahmen zentral in der Hauptfeldwebel-Lagenstein-Kaserne in Hannover.

### Sportinternat
Das LOTTO Sportinternat ist als Eliteschule des Sports an den Olympiastützpunkt Niedersachsen angebunden.